# پیتر هریس
پیتر هریس (به انگلیسی: Peter Harris) بازیکن فوتبال زادهٔ ۱۹ دسامبر ۱۹۲۵ اهل کشور انگلستان که سابقهٔ بازی در تیم ملی فوتبال انگلستان را در کارنامهٔ خود دارد. وی در تاریخ ۲۱ سپتامبر ۱۹۴۹ نخستین بازی ملی خود را در مقابل تیم ملی فوتبال جمهوری ایرلند انجام داد و با حضور در ۲ بازی ملی، در تاریخ ۲۳ مه ۱۹۵۴ واپسین بازی ملی‌اش را در برابر تیم ملی فوتبال مجارستان برگزار کرد.